# Pérou aux Jeux olympiques
Le Pérou a participé à 16 Jeux d'été et à 2 Jeux d'hiver. Le pays a gagné une médaille d'or, avec Edwin Vásquez, 3 médailles d'argent et une médaille de bronze.

## Jeux olympiques d'hiver de 2018
Deux athlètes se qualifient pour les Jeux olympiques de Pyeongchang : Jérémy Denat Rodriguez (qui s’entraîne à Font-Romeu en France), et Ornella Oettl Reyes, tous deux en ski alpin. Cependant, le comité olympique péruvien décide à la dernière minute, début février (les Jeux commençant officiellement le 9), de ne pas envoyer de délégation en Corée du Sud.